# 2,6-di-isopropylnaftaleen
2,6-di-isopropylnaftaleen, afgekort als 2,6-DIPN, is een derivaat van naftaleen. Het is een van de isomeren van di-isopropylnaftaleen of DIPN; de andere zijn 1,2-, 1,3-, 1,4-, 1,5-, 1,6-, 1,7-, 1,8-, 2,3- en 2,7-DIPN. De stof komt voor als een reukloze, kristallijne vaste stof.

## Synthese
De productie van 2,6-di-isopropylnaftaleen gebeurt door alkylering van naftaleen met propeen of 2-propanol. Dit resulteert in een mengsel van mono-, di- en polyisopropylnaftaleen-isomeren, die van elkaar gescheiden moeten worden. Dit kan gebeuren met destillatie, maar dit is moeilijk voor 2,6- en 2,7-DIPN omdat de kookpunten daarvan dicht bij elkaar liggen: dat van 2,6-DIPN bedraagt 319 °C, dat van 2,7-DIPN 317 °C. De scheiding kan hier wel gebeuren door kristallisatie, aangezien de smeltpunten van deze isomeren wel ver uiteen liggen.
Met behulp van een vormselectieve katalysator in de alkylering kan het aandeel van 2,6-di-isopropylnaftaleen verhoogd worden ten opzichte van de andere isomeren. Vormselectieve katalysatoren bezitten zeer kleine poriën van moleculaire dimensie, waarin slechts moleculen van een bepaalde grootte kunnen diffunderen en reageren. Dergelijke katalysatoren zijn gebaseerd op zeolieten zoals mordeniet.

## Toepassingen
2,6-di-isopropylnaftaleen komt niet in de natuur voor maar is functioneel en structureel gelijkaardig aan de plantengroeiregelaar die in aardappelen voorkomt. Het wordt daarom gebruikt in producten die scheutvorming bij bewaaraardappelen moeten voorkomen. Het wordt als poeder verstoven over de aardappelen.
2,6-di-isopropylnaftaleen wordt ook gebruikt als voorloper van het monomeer 2,6-naftaleendicarbonzuur. Dit laatste is een grondstof voor de polyester polyethyleennaftalaat en voor vloeibaarkristalpolymeren.